# Tomasz Dudziński

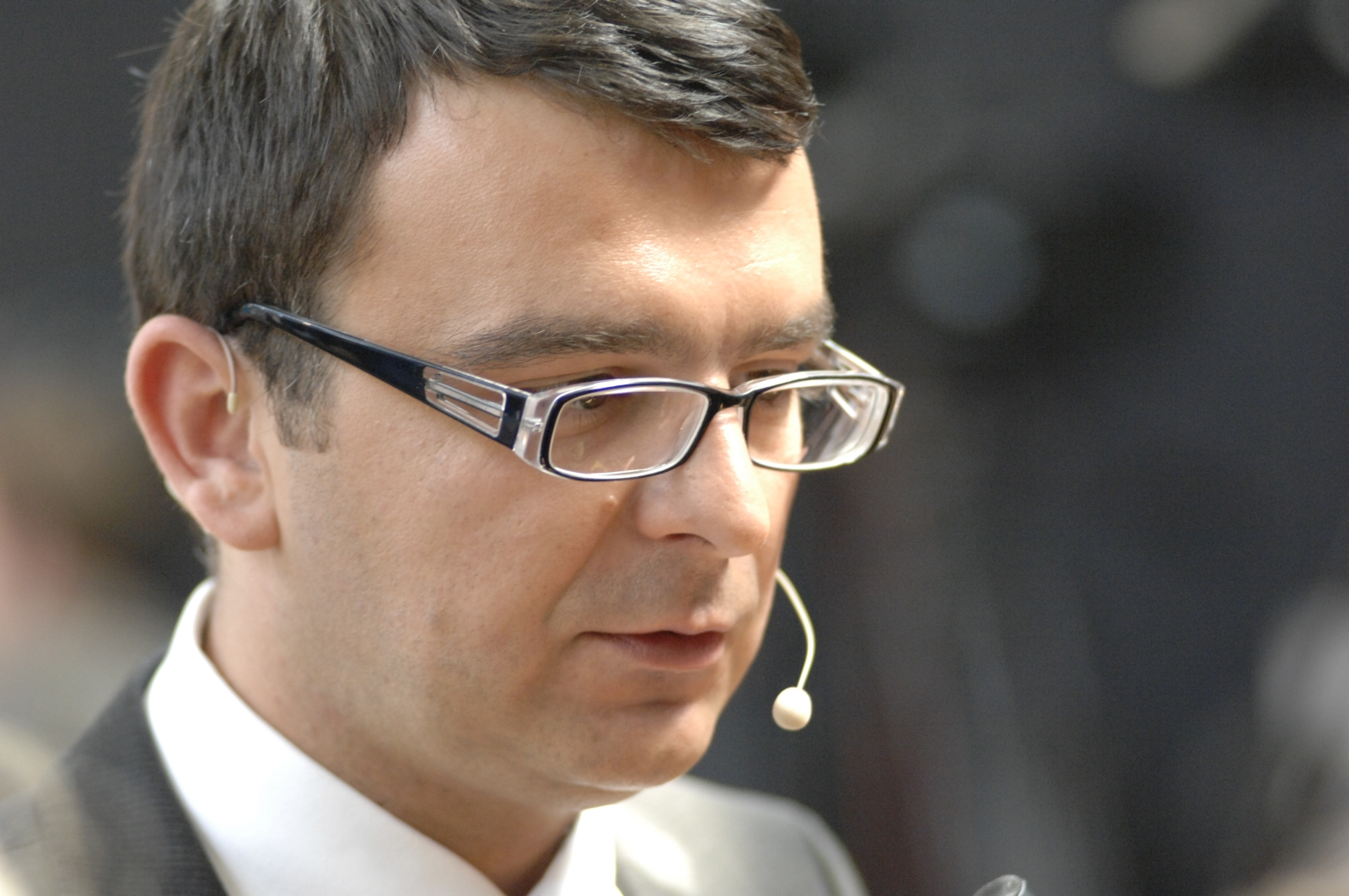
Tomasz Dudziński, 2009

Tomasz Mirosław Dudziński (* 1. Februar 1973 in Parczew) ist ein polnischer Jurist, Politiker und seit 2005 Abgeordneter des Sejm in der V. und VI. Wahlperiode.
Er beendete das Studium der Rechtswissenschaften an der Universität Warschau. Er arbeitete in einer privaten Gesellschaft, seit 2001 ist er mit der Prawo i Sprawiedliwość (Recht und Gerechtigkeit – PiS) verbunden. In den Jahren 2002 bis 2005 war er Stadtrat im Warschauer Distrikt Śródmieście.
Bei den Parlamentswahlen 2005 wurde er mit 14.892 Stimmen über die Liste der PiS für den Wahlkreis 7 Chełm in den Sejm gewählt. Bei den Parlamentswahlen 2007 errang er mit 21.692 Stimmen erneut ein Abgeordnetenmandat für die PiS. Er ist Mitglied der Sejm-Kommission für Infrastruktur.